# Борджето
Борджѐто (на италиански: Borgetto; на сицилиански: Burgettu, Бурджету) е градче и община в Южна Италия, провинция Палермо, автономен регион и остров Сицилия. Разположено е на 290 m надморска височина. Населението на общината е 7237 души (към 2010 г.).